# 马默 (宋朝)
马默，字处厚，单州成武县（今山东省成武县）人，北宋政治人物。
马默师从石介，中进士，知须城县。宋英宗治平年间，以张方平举荐，为监察御史里行，遇事敢于直言，主张皇帝应独揽官人之权，以实绩进退官吏。治平四年（1067年），宋神宗即位，以论欧阳修事，通判怀州。上疏陈奏十事，改知登州。又请更定《配岛法》，沙门岛囚犯得全活之人甚多。入朝为三司盐铁判官，因与富弼交好，且论新法不便，出知济州、兖州。转任广西转运使，上奏平蛮方略，以为胜负在将不在兵。宋哲宗元祐初年，召为司农少卿。反对恢复乡差衙前法，建议提举常平官归提刑司。历任权工部侍郎、户部侍郎，出为河东转运使，该改镇兖州，赈济流民数万计。后为宝文阁待制知徐州，告老，改任河北都转运使。绍圣四年（1097年），以为党附司马光落职致仕，元符三年复官。终年八十岁。宋高宗绍兴年间，赠开府仪同三司，加赠太保。